# Okrajové ztemnění
Okrajové ztemnění je jev, popisující pokles jasnosti disku hvězdy směrem od jeho středu k okraji. Je způsoben směrem záření z fotosféry, které je přímé, zatímco hvězda má tvar kulový - proto k nám dopadá z okrajů méně viditelného světla, neboť je vyzařováno do okolí a ne k pozorovateli. Druhým jevem, podílejícím se na okrajovém ztemnění, je tloušťka fotosféry. Při pohledu zepředu vidíme všechny její části naráz, zatímco při pohledu z boku spatříme odděleně i části chladnější, méně husté, které vyzařují záření o jiné vlnové délce. Nejlépe lze zhlédnout účinky okrajového ztemnění na fotografiích Slunce.